# 轮叶铃子香
轮叶铃子香（学名：Chelonopsis souliei）为唇形科铃子香属下的一个种。

## 扩展阅读
- 維基物種上的相關：轮叶铃子香